# Ciutat imperial lliure

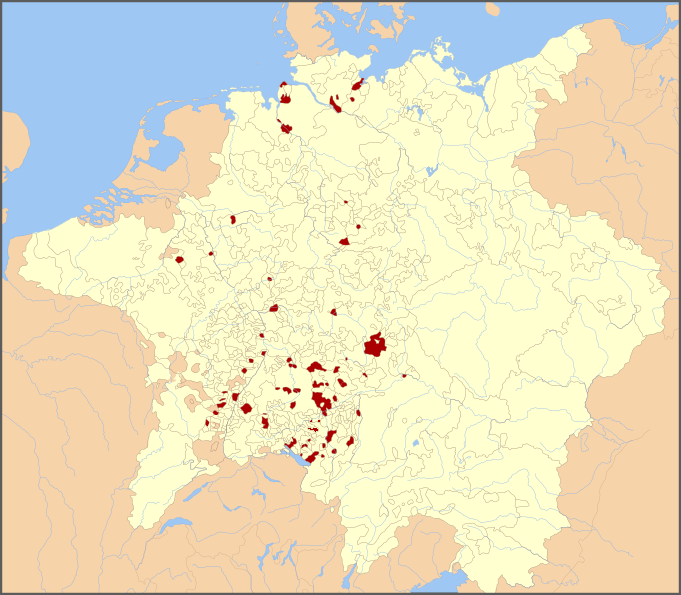
Ciutats imperials lliures, 1648

En el Sacre Imperi Romanogermànic, una ciutat imperial lliure (en alemany: freie Reichsstadt, plural Reichsstädte) era una ciutat autònoma governada formalment per l'emperador (a diferència de la majoria de ciutats en l'imperi, que pertanyien a un estat sobirà del Sacre Imperi i eren governades per prínceps (Fürsten), ducs o prínceps-bisbes). Les ciutats lliures gaudien d'un règim polític i jurídic propi i tenien representació pròpia en la dieta imperial del Sacre Imperi Romanogermànic.

## Ciutats imperials i ciutats lliures
Per a ser precisos, és necessari distingir entre les ciutats imperials (Reichsstädte) i les ciutats lliures (freie Städte). Les primeres assolien la seva independència, generalment, de les gracioses concessions de l'emperador o del seu governant territorial de torn. Normalment, com a premi als seus ciutadans per favors realitzats. Les últimes havien pertangut a territoris seculars de l'Església i van ser governades primer per un príncep-bisbe, però van guanyar la seva independència durant l'alta edat mitjana. Les ciutats lliures, (entre parèntesis, l'any de la seva independència), van ser: Basilea (1000), Worms (1074), Magúncia (1244, revocada en 1462), Ratisbona (1245), Estrasburg (1272), Espira (1294) i Colònia (1475).
Encara que els estatuts legals en variaven cas per cas, una ciutat lliure tenia originalment més drets i privilegis que una ciutat imperial: per exemple, les ciutats lliures havien de donar suport a l'emperador solament durant les croades i podien organitzar la protecció de la seva pròpia ciutat, mentre que les ciutats imperials també havien de pagar impostos a l'emperador i proveir tropes per a les seves campanyes militars. Amb el temps, les diferències se'n van igualar cada vegada més, de manera que les ciutats lliures i les imperials van ser conegudes col·lectivament en la dieta imperial com a ciutats imperials lliures. Més enllà d'això, el que diferenciava unes ciutats d'altres era el seu desenvolupament econòmic: les ciutats riques com Lübeck o Augsburg, per exemple, van ser enclavaments genuïnament autònoms dins del Sacre Imperi Romanogermànic, que declaraven guerres, negociaven la pau, i controlaven el comerç sense permetre interferències de l'exterior.
Durant la baixa edat mitjana, moltes ciutats lliures van formar aliances (Städtebünde) de socors mutu i econòmiques. La més notable fou la lliga Hanseàtica, en què alguns dels seus membres mai van arribar a ser ciutats lliures i es van unir a la lliga amb el permís dels seus governants territorials. Una altra aliança notòria va ser la lliga de la Decàpolis constituïda a Alsàcia, al segle xiv, per deu ciutats lliures: Mülhausen, Colmar, Münster, Turckheim, Kaysersberg, Schlettstadt, Oberehnheim, Rosheim, Hagenau i Weissemburg, aquesta darrera substituïda per Landau al segle xvi.